# 杨文清

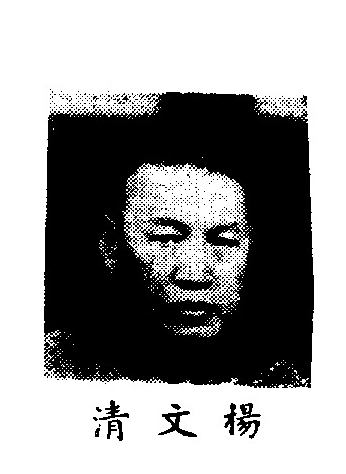

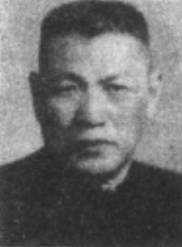

杨文清（1889年11月8日—1950年10月14日），字镜涵，云南省祥云县下庄乡江场邑人。中华民国及中华人民共和国政治人物。

## 生平
杨文清家世代清贫。杨文清自幼好学，获云南驿文人李敏斋的赏识，让杨文清免费到其私塾学习。后来，杨文清获大理士绅张锡源等人资助，1900年赴昆明考入云南省立甲种农业学校。毕业后，获同学张祖荫等人资助，赴北京考入农商部农政专门学校。于1915年毕业毕业后回到云南。1916-1928年间，在云南省立甲种农业学校任教，同时在云南省实业厅兼职，后于1916年出任农业学校校长，任职的十多年中先后创办了农事试验场、林业讲习所，还成立了云南省农会。1929年，杨文清兼任省教育厅厅长。1930年1月11日，杨文清调任腾冲县长。
1930年后，在龙云的支持下，杨文清出任云南公路总局会办。抗日战争期间，受龙云委托协助修建滇缅公路。他亲自率领技术人员赴缅甸仰光、腊戍等地，并游说滇西旅缅华侨梁金山及华侨商号鸿盛祥、永茂和等为建桥集资。杨文清对滇缅公路迅速建成通车作出了很大贡献。
1939年，云南省公路管理局成立，杨文清升任局长。任内，他主持在云南省大规模兴建省内主干道，使云南省初步形成了较完善的公路交通线。
1946年至1949年，杨文清任云南省民政厅长，同时兼任富滇银行监察、云南木棉公司常务理事、省选举事务所总干事、省政府委员等职务。他曾于1937年6月4日被选为“国大”代表，并任国民政府立法院立法委员。
1949年4月，中国人民解放军挺进西南，杨文清主张和平起义，积极活动，说服卢汉进行云南和平起义。杨文清还推荐中共地下党员杨青田、吴少默到卢汉身边工作。三人每周轮流赴卢公馆，为卢汉分析形势。此时，龙云在香港发表了一系列反蒋言论，引起蒋介石对卢汉的疑忌，遂不断向云南施压。杨文清建议卢汉尽快同龙云取得联系。卢汉决定派杨文清赴香港。杨文清秘密飞往香港后，向龙云转达了卢汉的意见，介绍了云南的情况，并提醒龙云不要使起义计划暴露。此后，龙云遂称病不出。
但蒋介石仍怀疑卢汉，多次电召卢汉到重庆述职。卢汉派杨文清赴重庆探查虚实。杨文清来到重庆后，蒋介石大怒，非要卢汉亲来。杨文清便赴张群处打听。张群称，卢汉来重庆之后，行程由他负责，卢汉如果一味拒绝来重庆，后果难以设想。杨文清回到昆明后，向卢汉介绍了情况，建议卢汉赴重庆消除蒋介石的疑虑。卢汉接受了杨文清的意见，亲赴重庆见蒋介石，最终平安回到昆明。卢汉回到昆明后，当即大规模着手准备起义。
“九九”整肃之后，卢汉密令杨文清联合云南士绅向李宗仁请愿，以使被关押的革命人士获释。在李根源的帮助下，杨文清终于使李宗仁同意从宽处理。卢汉随即下令释放在押人员，使大批中国共产党党员和民主人士免遭杀害。
1949年11月，云南起义基本准备就绪，卢汉乃称病请假，由杨文清代理云南省政府主席。卢汉让中国人民解放军总部派至云南协助起义的周体仁和林南园秘密赴广州会见叶剑英，详细报告起义计划。林南园到香港通过龚自知同中共取得联系后，又秘密回到昆明，向卢汉作了汇报，并带回了龚自知起草的《起义通电》，周体仁到达广州后，向中国人民解放军总参谋长叶剑英作了汇报。12月6日，卢汉与杨文清、龙泽汇等人商定了起义的具体计划，卢汉还拿出了龚自知草拟的《起义通电》，请杨文清撰写一份正式起义通电。杨文清随即写成《云南起义通电》一文。12月9日晚，卢汉将杨文清写的《云南起义通电》向全国通电，宣布云南起义。
中华人民共和国成立初期，杨文清担任云南临时军政委员会成员。1950年3月24日，中央人民政府政务院任命杨文清为云南省人民政府副主席兼交通厅厅长。
1950年10月14日，因胃病复发，杨文清在昆明病逝。经中央人民政府政务院和西南军政委员会批准，公祭公葬，遗体火化后，弊于昆明西郊海源寺山麓。12月，云南省人民政府为他立碑并撰刻墓志。政务院总理周恩来特致唁电称：“杨副主席参赞云南起义，勋劳卓著。”卢汉赠挽联：“革命君能尊正义，论交我不负初心。”其墓于2014年12月被公布为五华区第四批文物保护单位。